# Estadio Olímpico Metropolitano
Het Estadio Olímpico Metropolitano is een multifunctioneel stadion in San Pedro Sula, Honduras. Het stadion wordt vooral gebruikt voor voetbalwedstrijden, de voetbalclubs Real España, Club Marathón en het Hondurees voetbalelftal maken gebruik van dit stadion. In het stadion is plaats voor 37.325 toeschouwers. Het stadion werd geopend in 1997.
Het werd gebouwd om te kunnen worden gebruikt op de Centraal Amerikaanse spelen van 1997.